# 4069 Blakee
A 4069 Blakee (ideiglenes jelöléssel 1978 VL7) a Naprendszer kisbolygóövében található aszteroida. Eleanor F. Helin,  Schelte J. Bus fedezte fel 1978. november 7-én.